# Alergen

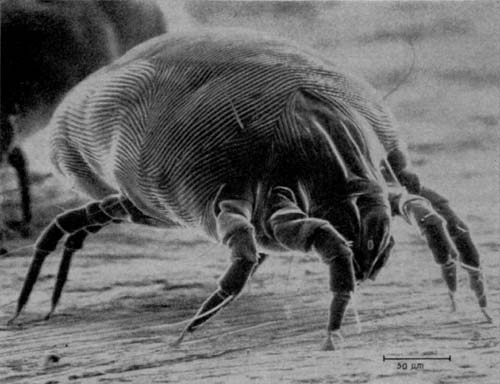
Dermatophagoides pteronyssinus
Acarian din praful de casă. Reziduurile și chitina sa sunt alergene obișnuite în mediul casnic

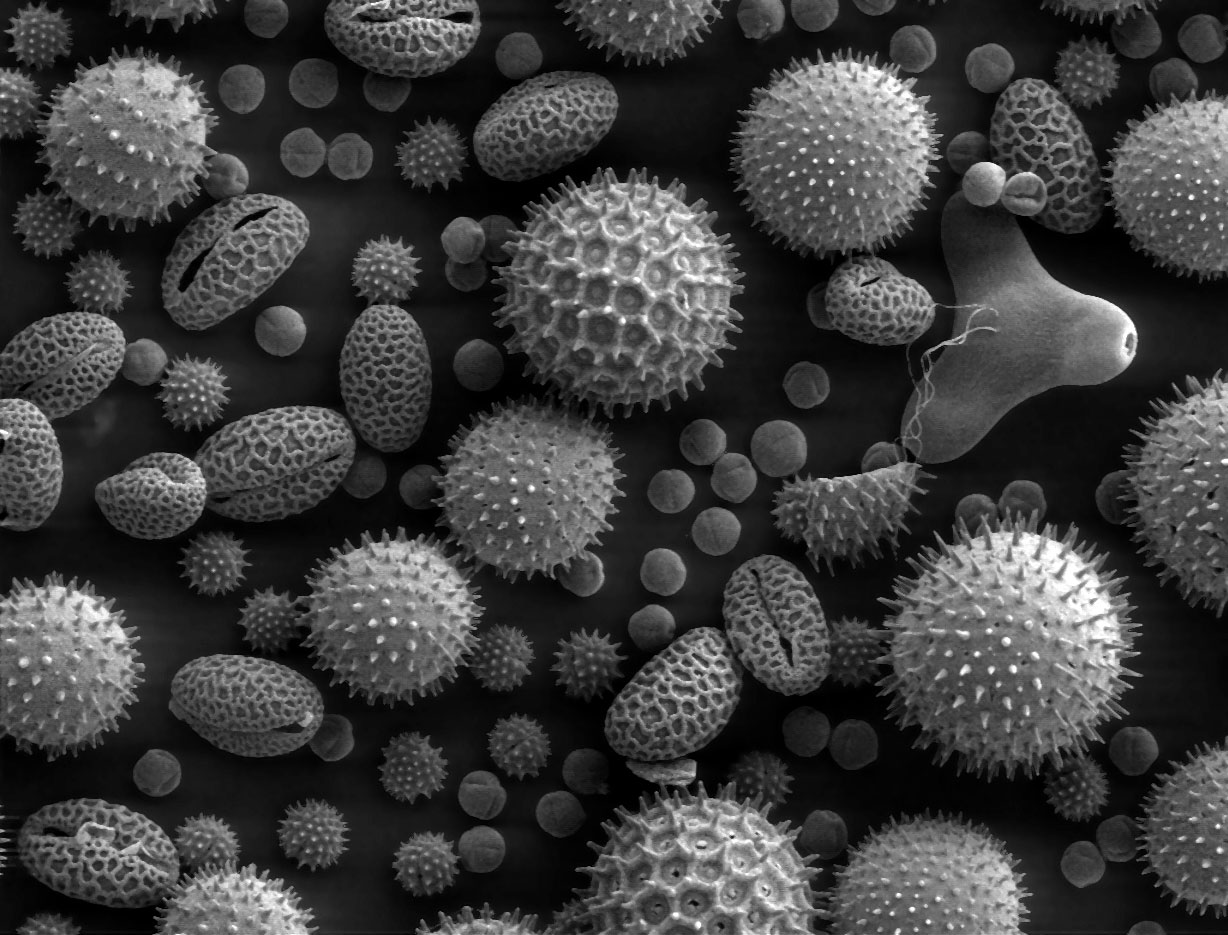
Amestec de polen de diferite plante, vizualizat prin MEB. Polenul este un alergen comun.

Alergenul este un antigen care produce reacții alergice. Majoritatea alergenelor sunt proteine, frecvent cu lanțuri laterale glucidice (glico-proteine), dar, mai rar, sunt alergene glucidele pure, substanțele chimice cu moleculă mică (izocianați, anhidride sau formaldehidă), precum și unele metale (de exemplu crom și nichel).
Alergenele sunt conținute și vehiculate de diverși factori din mediul extern: 
- factori fizici: căldura, frigul (crioalergene)
- factori chimici: substanțe chimice, substanțe folosite în industria alimentară, medicamente, produse cosmetice, veninuri de animale și insecte, latex etc.
- factori biologici: bacterii, virusuri, paraziți, toxine microbiene, insecte, polen, fructe (căpșuni, zmeură, kiwi, ananas, etc.) praf, fulgi, păr și scuame de animale, seruri heterologe, vaccinuri etc.